# Paola Morán
Paola Morán Errejón (* 25. Februar 1997 in Guadalajara) ist eine mexikanische Leichtathletin, die sich auf die 400-Meter-Distanz spezialisiert hat und auch im 400-Meter-Hürdenlauf an den Start geht.

## Sportliche Laufbahn
Erste internationale Erfahrungen sammelte Paola Morán bei den Zentralamerika- und Karibik-Juniorenmeisterschaften 2014 in Morelia, bei denen sie im 400-Meter-Hürdenlauf in 62,18 s die Goldmedaille in der U18-Altersklasse gewann und über 100 Meter Hürden mit 14,36 s den sechsten Platz belegte. Zudem qualifizierte sie sich über 400 m Hürden für die Olympischen Jugendspiele in Nanjing, bei denen sie in 59,74 s Erste im B-Finale wurde. 2015 schied sie bei den Panamerikanischen Spielen in Toronto mit der mexikanischen 4-mal-400-Meter-Staffel mit 3:32,29 min im Vorlauf aus und belegte anschließend bei den Panamerikanischen Juniorenmeisterschaften in Edmonton in 53,10 s den vierten Platz über 400 Meter und konnte ihren Finallauf über die Hürden dort nicht beenden. Im Jahr darauf schied sie bei den U20-Weltmeisterschaften in Bydgoszcz mit 53,08 s im Halbfinale über 400 Meter aus. 2017 nahm sie erstmals an der Sommer-Universiade in Taipeh teil und belegte dort in 52,96 s den siebten Platz über 400 Meter, gewann mit der 4-mal-400-Meter-Staffel in 3:33,98 min die Silbermedaille hinter Polen und wurde mit der 4-mal-100-Meter-Staffel in 44,79 s Vierte. Zwei Jahre später siegte sie bei der Universiade in Neapel in 51,52 s über 400 Meter und sicherte sich mit der 4-mal-400-Meter-Staffel zusätzlich die Silbermedaille hinter der Ukraine. Bei den Panamerikanischen Spielen 2019 in Lima gewann sie mit neuer Bestzeit von 51,02 s die Silbermedaille über 400 Meter hinter der Jamaikanerin Shericka Jackson. Im Oktober gelangte sie bei den Weltmeisterschaften in Doha bis in das Halbfinale und schied dort mit 51,08 s aus. 2021 nahm sie an den Olympischen Spielen in Tokio teil und schied dort mit Saisonbestleistung von 51,06 s im Halbfinale aus.
2022 schied sie bei den Ibero-Amerikanischen Meisterschaften in La Nucia mit 53,83 s in der Vorrunde über 400 Meter aus und kam anschließend auch bei den Weltmeisterschaften in Eugene mit 52,28 s nicht über die erste Runde hinaus. Im Jahr darauf belegte sie bei den Zentralamerika- und Karibikspielen (CAC) in San Salvador in 51,93 s den fünften Platz und schied anschließend bei den Weltmeisterschaften in Budapest mit 51,46 s im Halbfinale aus. Bei den World Athletics Relays 2024 auf den Bahamas verpasste sie mit der Mixed-Staffel eine Direktqualifikation für die Olympischen Sommerspiele in Paris. Dort schied sie aber über 400 Meter mit 50,73 s im Halbfinale aus.
In den Jahren 2016 und 2017 sowie 2019 und von 2021 bis 2024 wurde Morán mexikanische Meisterin im 400-Meter-Lauf sowie 2019 auch über 400 m Hürden. Zudem sicherte sie sich 2016 den Titel mit der 4-mal-100-Meter-Staffel und 2016 und 2022 mit der 4-mal-400-Meter-Staffel.

## Persönliche Bestleistungen
- 200 Meter: 23,21 s (0,0 m/s), 29. April 2023 in León
- 400 Meter: 50,58 s, 29. Juni 2024 in Mexiko-Stadt
  - 400 Meter (Halle): 52,78 s, 21. Februar 2021 in Fayetteville
- 400 m Hürden: 56,55 s, 2. Juni 2019 in Chihuahua